# Elk River (Minnesota)
Elk River es una ciudad ubicada en el condado de Sherburne en el estado estadounidense de Minnesota. En el Censo de 2010 tenía una población de 22974 habitantes y una densidad poblacional de 202,45 personas por km².

## Geografía
Elk River se encuentra ubicada en las coordenadas 45°19′56″N 93°34′00″O / 45.33222, -93.56667. Según la Oficina del Censo de los Estados Unidos, Elk River tiene una superficie total de 113.48 km², de la cual 109.53 km² corresponden a tierra firme y (3.48%) 3.95 km² es agua.

## Demografía
Según el censo de 2010, había 22974 personas residiendo en Elk River. La densidad de población era de 202,45 hab./km². De los 22974 habitantes, Elk River estaba compuesto por el 93.37% blancos, el 1.93% eran afroamericanos, el 0.41% eran amerindios, el 1.67% eran asiáticos, el 0.03% eran isleños del Pacífico, el 0.67% eran de otras razas y el 1.92% pertenecían a dos o más razas. Del total de la población el 3.13% eran hispanos o latinos de cualquier raza.